# Panik in den Wolken
Panik in den Wolken (Originaltitel: Terror in the Sky) ist ein US-amerikanischer Spielfilm aus dem Jahr 1971 über einen drohenden Flugzeugabsturz. Der Film basiert auf einem Roman von Arthur Hailey.

## Handlung
Auf einem Inlandsflug, der anfänglich nach reiner Routine aussieht, kommt es zu einer dramatischen Situation, als Kapitän und Copilot Opfer einer Lebensmittelvergiftung an Bord werden. Beide Flugzeugführer fallen aus. Der Passagier Dr. Ralph Baird, der die Diagnose erstellt, erinnert sich, dass ihm sein Sitznachbar George Spencer vor dem Start erzählte, dass er im Vietnamkrieg Militärflugzeuge geflogen habe. Obwohl er nur mit Kleinmaschinen Erfahrung hat, versucht Spencer die Maschine zu landen. Durch genaue Instruktionen des erfahrenen Fliegers Marty Treleavan vom Kontrollzentrum eines Flughafens aus kann Spencer die Maschine schließlich landen, ohne dass ein Insasse zu größerem Schaden kommt.

## Hintergrund
Für den Film wurde eine viermotorige Kolbenmotor-Propellermaschine vom Typ Douglas DC-6 verwendet, ein 1971 noch häufiger, aber bereits veralteter und nur noch von Billig-Airlines eingesetzter Flugzeugtyp. Im Gegensatz zur Handlung im Film gehört normalerweise bei einer DC-6 noch ein Flugingenieur zur Cockpitbesatzung.
Keenan Wynn spielte bereits 1959 in dem Flugzeug-Katastrophenfilm SOS für Flug T 17 (The Crowded Sky) einen leidenden Passagier.

## Weitere Verfilmungen
Die Handlung des Films basiert auf einem Buch von Arthur Hailey. Seinen Roman Flug in Gefahr (Flight Into Danger: Runway Zero-Eight) schrieb er, nachdem er die Idee der wegen Nahrungsmittelvergiftung ausfallenden Piloten zunächst für einen Fernsehfilm von 1956 verwendet hatte. Im Anschluss wurde dieser Fernsehfilm 1957 als 714 antwortet nicht (Zero Hour!) mit Dana Andrews für das Kino neuverfilmt. Bei Panik in den Wolken handelt es sich also um die Neuverfilmung einer Neuverfilmung. Im Jahr 1964 drehte Theo Mezger auf der Basis der Vorlage der ersten beiden Filmen eine deutsche Version unter dem Titel Flug in Gefahr für das deutsche Fernsehen.
Heutzutage weitaus bekannter als die Vorgänger ist die Parodie des Stoffes von Jim Abrahams und den Zucker-Brüdern David und Jerry. Sie kauften die Rechte an 714 antwortet nicht und drehten 1980 mit Die unglaubliche Reise in einem verrückten Flugzeug (Airplane!) einen Film, der mit derselben Handlung und teilweise denselben Dialogen das Thema laut dem Lexikon des internationalen Films in eine „total überdrehte Parodie“ wendet.

## Kritik
Der Filmdienst bezeichnete Panik in den Wolken als „einigermaßen spannendes Fernseh-Remake des Kino-Thrillers 714 antwortet nicht“.

## Sonstiges
Alle beteiligten Hauptdarsteller starben aufgrund von Krebs.